# Niklaus von Flüe

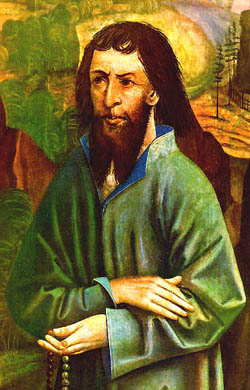
Das älteste Bild von Bruder Klaus (Ausschnitt), lebensgrosses Gemälde von 1492 auf einem Altarflügel der alten Pfarrkirche Sachseln, heute im Museum Bruder Klaus

Niklaus von Flüe, Nikolaus von der Flühe oder Bruder Klaus (* 1417 im Flüeli, Obwalden; † 21. März 1487 im Ranft ebenda) war ein einflussreicher Schweizer Einsiedler, Asket und Mystiker, zuvor Bergbauer, Politiker, Richter und Soldat. Er gilt als Schutzpatron der Schweiz und wurde 1947 heiliggesprochen.

## Leben

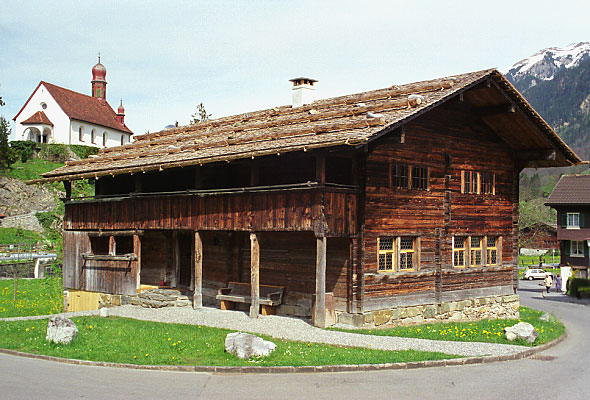
Geburtshaus des Niklaus von Flüe

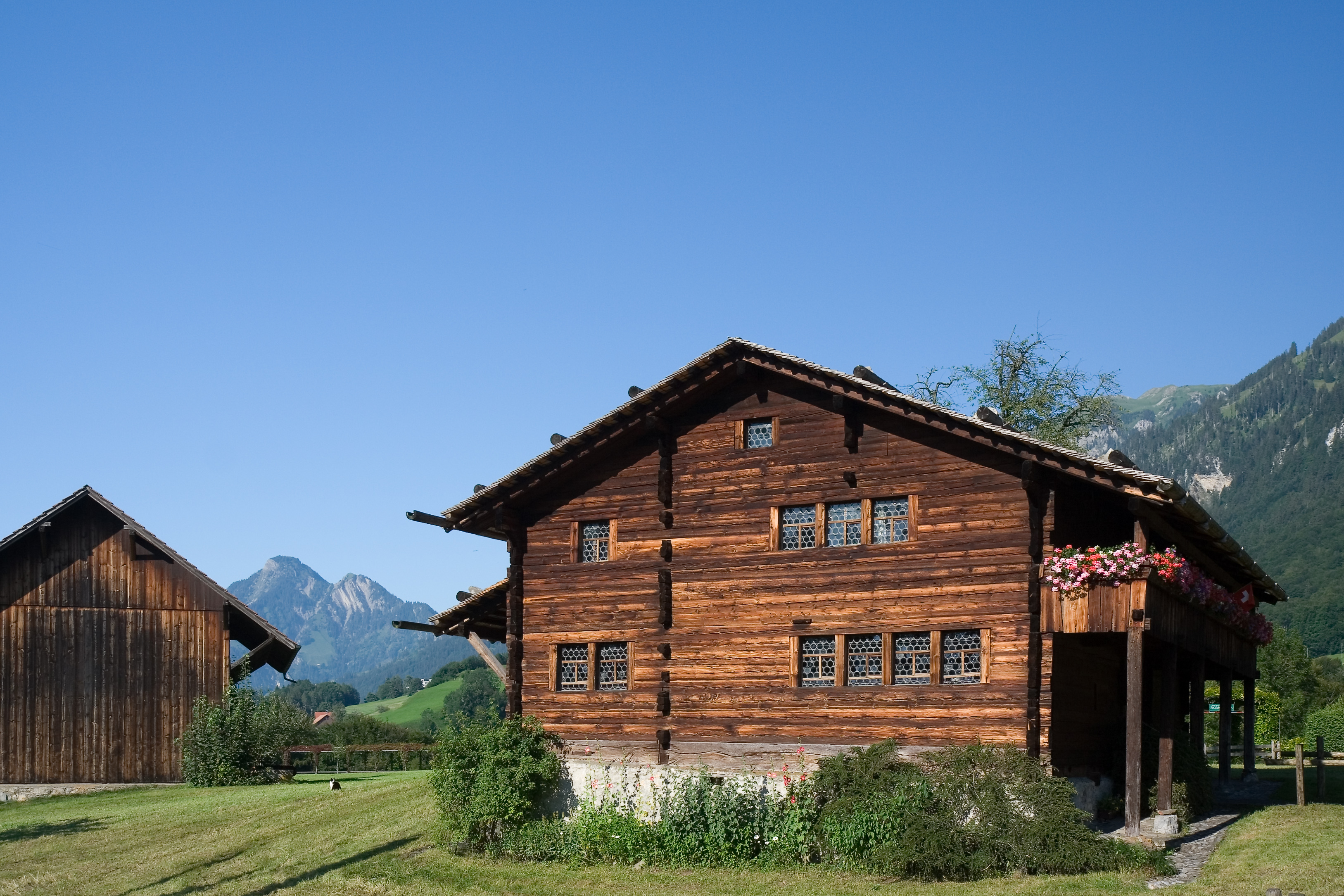
Das Wohnhaus des Niklaus von Flüe

Niklaus von Flüe wurde in eine Obwaldner Bauernfamilie geboren. Sein Vater war Heinrich von Flüe, seine Mutter hiess Hemma Ruobert. Von 1440 bis 1444 nahm Niklaus von Flüe als Offizier am Alten Zürichkrieg teil. Nach dem Krieg heiratete er Dorothea Wyss, mit der er zehn Kinder hatte. Er lebte als für damalige Verhältnisse wohlhabender Bauer, war Ratsherr des Kantons und Richter seiner Gemeinde.
Im Oktober 1467 – das jüngste Kind war noch kein Jahr alt, der älteste Sohn Hans schon zwanzig, so dass dieser als Bauer die Familie ernähren konnte – verliess Niklaus mit dem Einverständnis seiner Frau seine Familie, um Einsiedler zu werden. Er pilgerte zunächst Richtung Hochrhein. Nachdem er auf seiner Wanderung der Legende nach im Windental oberhalb Liestals eine Vision erlebt hatte, kehrte er um und liess sich dann in der Ranftschlucht, nur wenige Minuten von seinem Haus, als Einsiedler nieder. Deshalb wird er von der Bildenden Kunst als hagerer, bärtiger Mann (vgl. Abb.) mit Stock und dem Bätti dargestellt, einer Gebetsschnur mit 50 Perlen (den Rosenkranz gab es damals noch nicht).
In seiner Klause führte er als Bruder Klaus ein intensives Gebetsleben. Der Schwerpunkt seiner Betrachtungen war die Vertiefung in das Leiden Christi. Immer wieder will er von intensiven Visionen heimgesucht worden sein, die ersten sollen sogar schon im Mutterleib stattgefunden haben. Angeblich nahm er in den letzten 19 Jahren seines Lebens ausser der heiligen Kommunion nichts zu sich und trank lediglich Wasser. Dies bestätigte der zuständige Bischof nach einer Untersuchung. Anderen Quellen zufolge hat Niklaus von Flüe auf Fragen, ob er tatsächlich nichts (weiteres) konsumiert habe, dies verneint oder nicht bestätigt.
Einige seiner Nachkommen bekleideten hohe Ämter und erwarben politischen Einfluss. Besonders bekannt ist sein Enkel Konrad Scheuber (1481–1559), der als Landammann und Richter, aber auch als kluger Kopf und gottesfürchtiger Eremit in die Geschichte der Schweiz einging.
Am 21. März 1487 starb Bruder Klaus nach hartem Todeskampf auf dem Boden seiner Zelle. Bereits bei der Weihe der oberen Ranftkapelle, die an die Einsiedlerzelle im Ranft angebaut ist, hatte Generalvikar und Weihbischof Thomas Weldner von Konstanz (Titularbischof von Agathopolis) am 27. April 1469 verfügt, «dass Bruder Klaus von Flüe nach seinem Tod in seiner Pfarrkirche begraben werden soll». Dies war für einen Laien in ländlichen Gegenden absolut aussergewöhnlich. Er wurde daher in der alten Pfarrkirche Sachseln beigesetzt. Am 28. August 1679 wurde der Eichensarg mit den Gebeinen von Bruder Klaus in die neue Pfarr- und Wallfahrtskirche überführt.

## Gebet

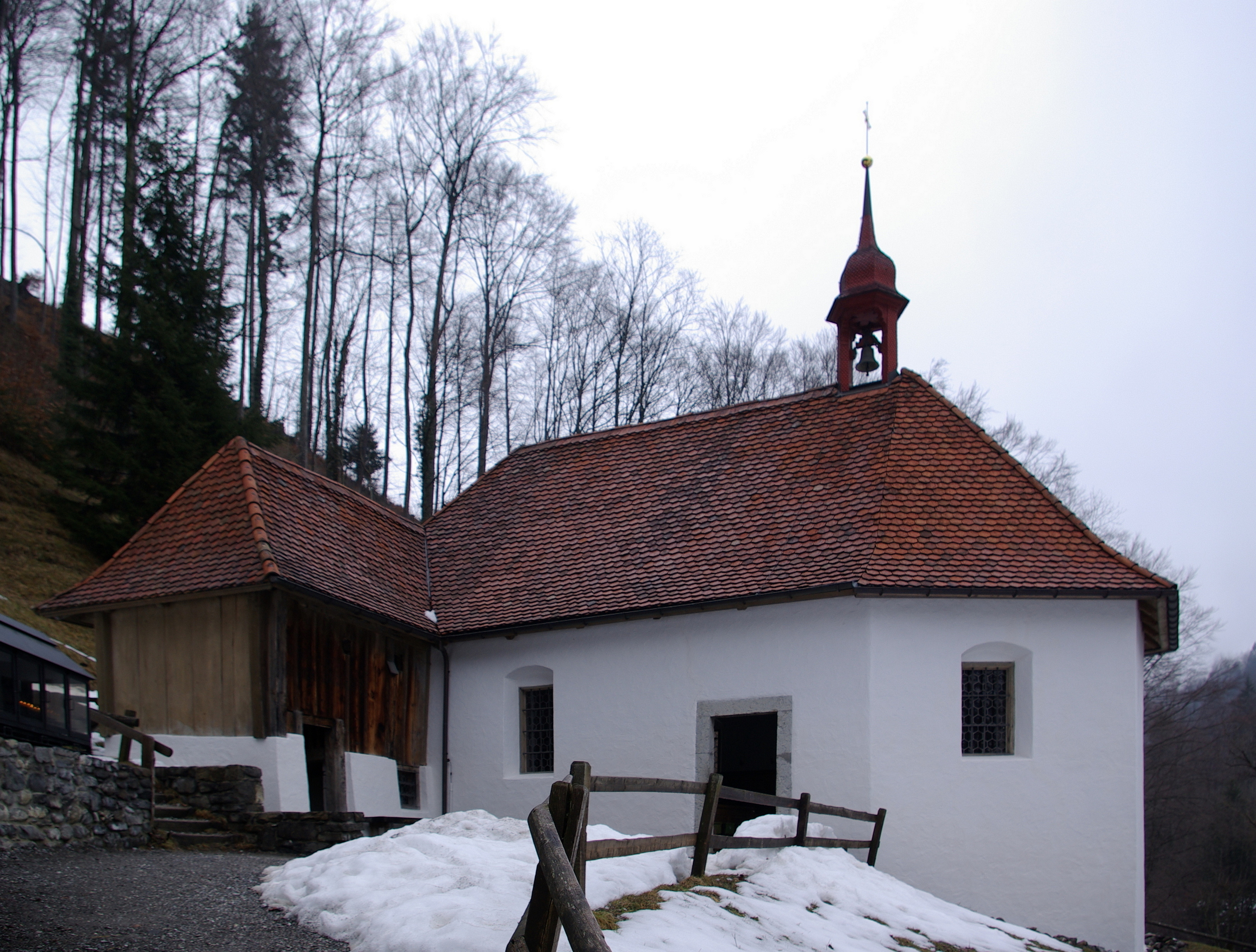
Obere Ranftkapelle, links die angebaute Klause des Bruder Klaus

Nach der Überlieferung soll Niklaus von Flüe die folgenden Verse täglich gebetet haben:
Mein Herr und mein Gott,
nimm alles von mir,
was mich hindert zu dir.
Mein Herr und mein Gott,
gib alles mir,
was mich führet zu dir.
Mein Herr und mein Gott,
nimm mich mir
und gib mich ganz zu eigen dir.
Für die Wort-Gottes-Feier in der Schweiz wurde das Gebet zur Bruder-Klausen-Litanei erweitert.

## Politischer Einfluss

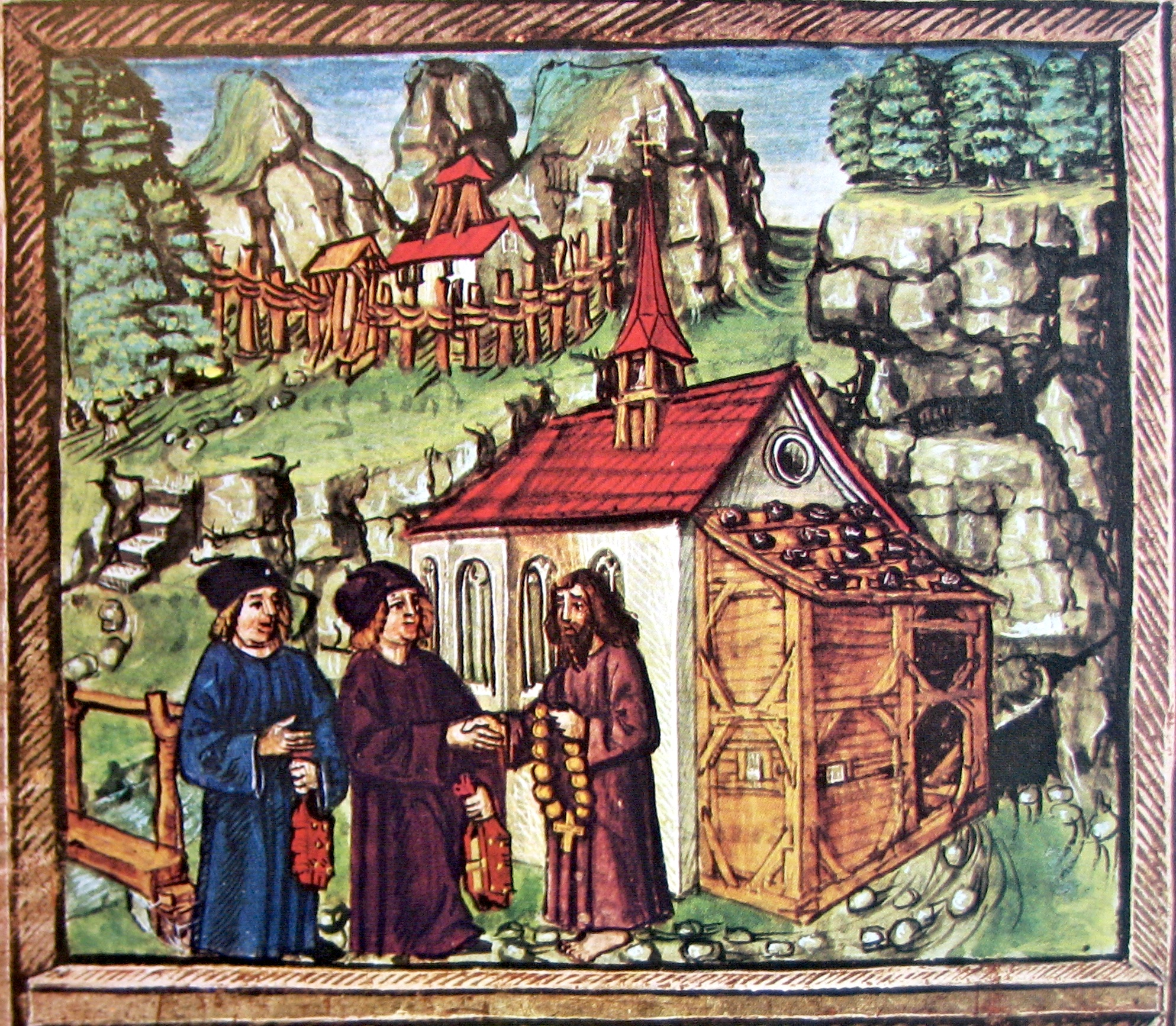
Von Flüe wird von Pfarrer Heimo um Vermittlung gebeten (Stanser Verkommnis)

Niklaus von Flüe erlangte weithin Bekanntheit als Seelsorger und geistlicher Berater nicht allein für die Landbevölkerung, sondern auch als Ratgeber für ausländische Staatsoberhäupter im Europa des 15. Jahrhunderts. So berichtet ein Sondergesandter des Herzogtums von Mailand in einem Brief an Ludovico Sforza von Besuchen beim Einsiedler, wo er politische Fragen diskutierte, und der Herzog bedankt sich in der Antwort für dessen liebenswürdige Grüsse.
Niklaus von Flüe war auch als Mystiker an weltlichen Dingen interessiert. Er beobachtete die politischen Ereignisse und wurde in solchen Angelegenheiten um Rat gefragt.
Nach dem Historischen Lexikon der Schweiz gilt sein vermittelnder Einfluss am Stanser Verkommnis heute als erwiesen: 1481 kam es auf der Tagsatzung in Stans zu einem schweren Konflikt zwischen Stadt- und Länderorten: den Städten Luzern, Zürich und Bern, die einem «Burgrecht» angehörten, auf der einen Seite, und den in einem «Landrecht» verbundenen Orten Uri, Schwyz, Unterwalden, Glarus und Zug auf der Gegenseite. Es drohte der Zerfall der Eidgenossenschaft. In der Nacht auf den 22. Dezember begab sich der Pfarrer von Stans, Heimo Amgrund, zu Niklaus von Flüe und kam mit einem bis heute unbekannten Rat zurück. Der Pfarrer veranlasste die Ratsherren, nochmals zusammenzutreten, und richtete ihnen die Botschaft des Einsiedlers aus. Daraufhin kamen die Ratsherren nach nur zwei Stunden zu einer Lösung. Es gab einen erneuerten Bundesschluss mit der Aufnahme der Kantone Freiburg und Solothurn in die Eidgenossenschaft.
Der Ratschlag «Macht den Zaun nicht zu weit!» und die neutralitätspolitische Maxime «Mischt Euch nicht in fremde Händel!» wurden ihm Jahre nach seinem Tod zugeschrieben. Erstmals bezeugt findet er sich in Johannes Salats Schrift über das Leben des seligen Bruder Klaus von 1537: «Item ouch vil sonderlicher warnung und ernstlicher räth, nämlich inn annemung orten und wytterung der Eygnoschafft, er zum dyckernmal [öftern Mal] gewarnt und ermant, o lieben fründ, machend den zun nit zuo wit, damit ir destbass inn frid, ruow, eynigkeyt und ewer sur erarnten löblichen fryheyt blyben mügend, beladend üch nit fremder sachen, bündend üch nit fremder herrschafft [usw.]»

## Rezeption

### Seligsprechung, Heiligsprechung und Gedenktag

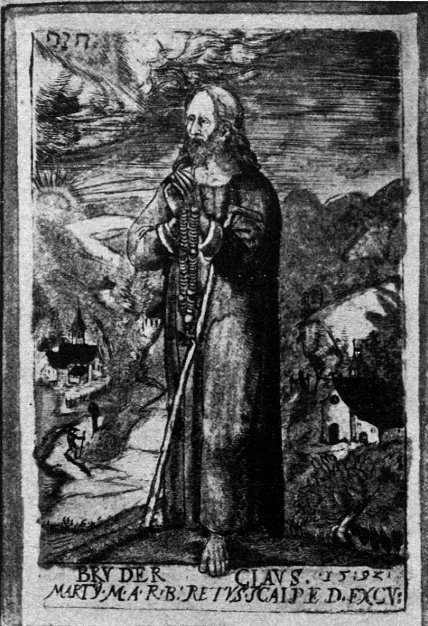
Bruder Klaus nach einem Stich von Martinus Martini aus dem Jahr 1592, Original im Stiftsarchiv Einsiedeln

Niklaus von Flües Grab in der Pfarrkirche Sachseln wurde schon bald nach seinem Tod zu einem der wichtigsten Pilgerorte der Schweiz. Im Jahre 1649 erteilte Papst Innozenz X. die Erlaubnis zur liturgischen Verehrung, was einer «gleichwertigen» Seligsprechung (beatificatio aequipollens) entspricht. Sein Nachfolger Clemens IX. bestätigte am 8. März 1669 die Erlaubnis zur liturgischen Verehrung von Bruder Klaus als Seligem, eingeschränkt auf die Pfarrkirche von Sachseln, und ordnete ausdrücklich an, dass frühere Verbote durch die Bischöfe von Konstanz aufgehoben seien. Durch Clemens X. wurde diese Erlaubnis am 26. September 1671 ausgeweitet auf alle eidgenössischen Städte und Gebiete im Bistum Konstanz in der Kirchenprovinz Mainz. Am 15. Mai 1947 erfolgte die Heiligsprechung. Obwohl sein Todestag der 21. März war, wurde bei der Heiligsprechung durch Papst Pius XII. der 25. September als offizieller Gedenktag festgelegt. Der Grund war, dass am 21. März bereits Benedikt von Nursia (Patron Europas) gefeiert wird. Der Gedenktag im Evangelischen Namenkalender ist gleichwohl der 21. März; an Benedikt von Nursia wird dort am 11. Juli erinnert. Das Bruderklausenfest am 25. September ist im Kanton Obwalden ein gesetzlicher Feiertag. In der römisch-katholischen Kirche in der Schweiz hat der Tag den Rang eines Hochfests.

### Schutzpatron
Bruder Klaus ist der Schutzpatron des Kantons Obwalden und der Schweiz sowie der Katholischen Landjugendbewegung (KLJB), der Katholischen Landvolkbewegung (KLB), des Schweizerischen Studentenvereins und der Päpstlichen Schweizergarde.

### «Wunder von Waldenburg»
Am 13. Mai 1940 befürchtete die Schweiz einen deutschen Angriff. Über dem Ort Waldenburg erschien eine grosse, hell leuchtende Hand am Himmel. Die Menschen dachten an die schützende Hand des Landespatrons Bruder Klaus, und man sprach vom «Wunder von Waldenburg». Die Schweiz blieb vom Krieg verschont.

### Bruder-Klaus-Kirchen und -Einrichtungen

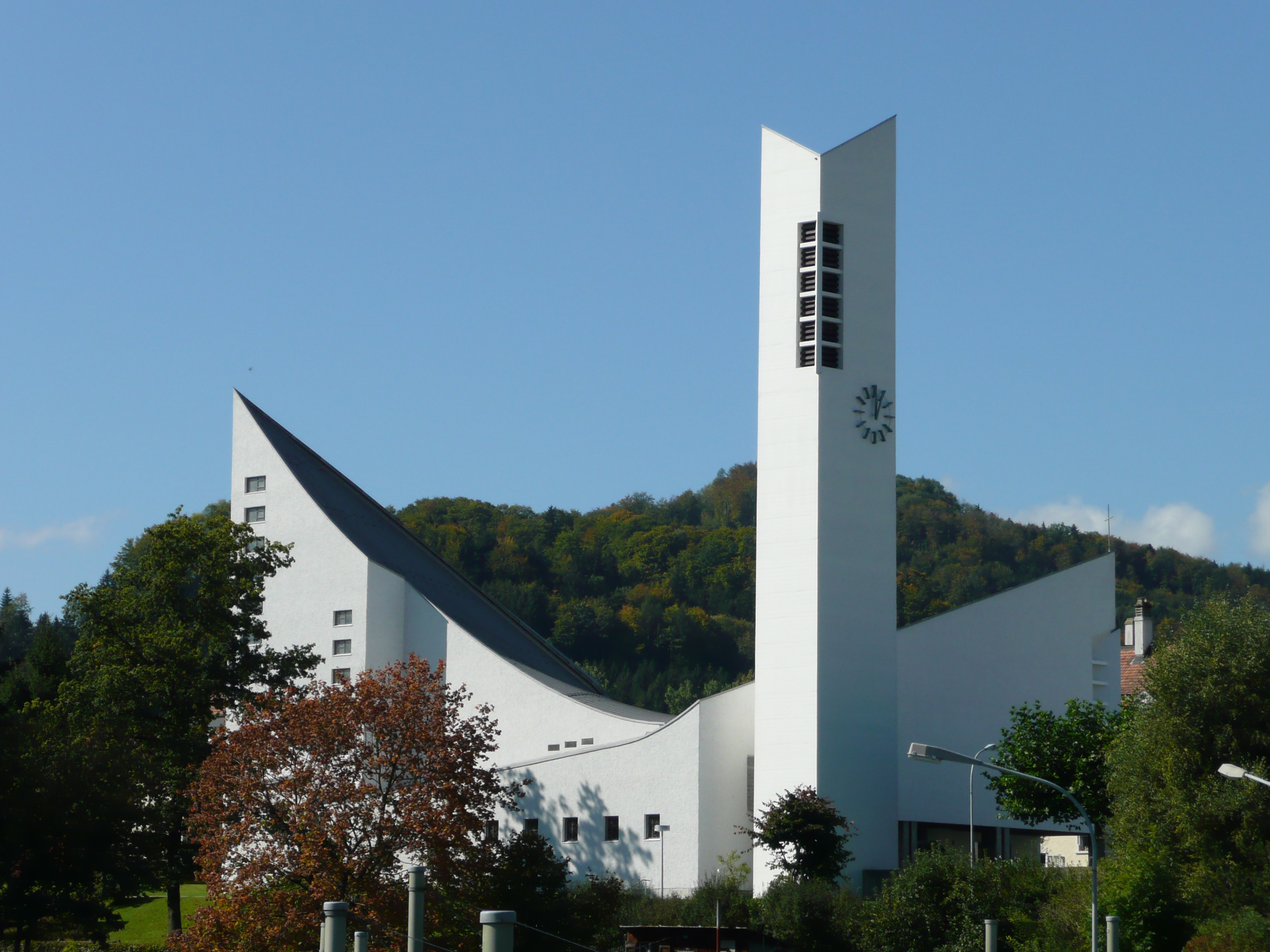
Bruder-Klaus-Kirche St. Gallen-Winkeln

Niklaus von Flüe ist für zahlreiche katholische Pfarreien Namens- und Schutzpatron, viele Kirchengebäude tragen sein Patrozinium. Eine Liste dieser Kirchen befindet sich im Artikel Bruder-Klaus-Kirche. Die katholische Akademie Klausenhof in Dingden, Westmünsterland, ist eine nach ihm benannte Weiterbildungseinrichtung.

### Psychologen zu Niklaus von Flües Mystik

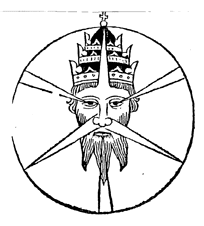
Erschreckendes Gottesantlitz, gedruckte Version in der Gesamtausgabe der Opuscula des Charles de Bouelles (Carolus Bovillus), Paris 1510

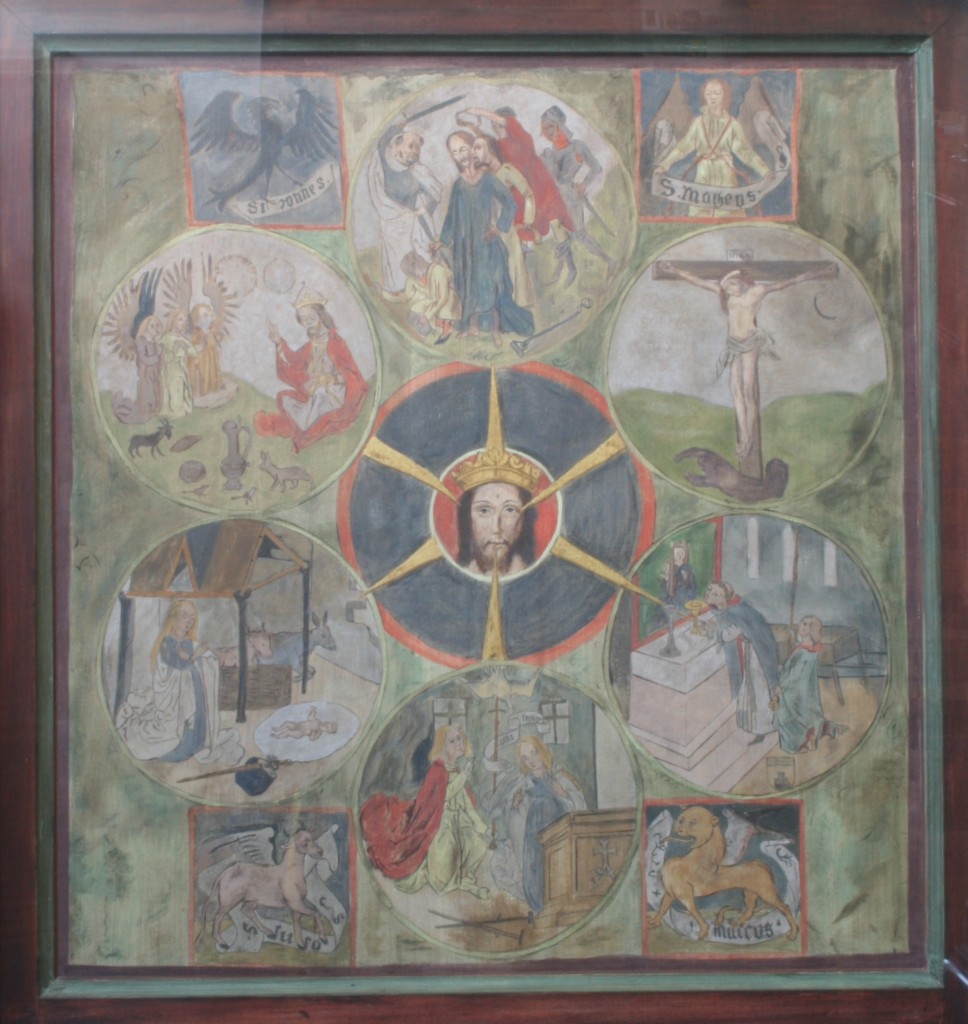
Meditationsbild von Bruder Klaus

Carl Gustav Jung hielt Niklaus von Flüe für den Prototyp eines Mystikers über religiös-konfessionelle Spaltungen hinweg. Bruder Klaus sei «der einzige hervorragende schweizerische Mystiker von Gottes Gnaden, der unorthodoxe Urvisionen hatte und unbeirrten Auges in die Tiefen jener göttlichen Seele blicken durfte, welche alle durch Dogmatik getrennten Konfessionen der Menschheit noch in einem symbolischen Archetypus vereinigt enthält». Jung meinte: «‹Gott› ist eine Urerfahrung des Menschen, und die Menschheit hat sich seit unvordenkbaren Zeiten eine unausdenkbare Mühe gegeben, diese unfaßbare Erfahrung darzustellen, zu assimilieren, durch Deutung, durch Spekulation und durch Dogma, oder sie zu leugnen».
C. G. Jungs hauptsächliche Quellengrundlage für seine Bruder-Klaus-Rezeption war die Edition der Visionen durch Pater Alban Stöckli. Jung zitierte daraus eine Visionsbeschreibung aus einer dem 15. Jh. zugeschriebenen Luzerner Handschrift: wonach dem Bruder Klaus erst eine männliche weissgekleidete Gestalt erschienen sei, die sich für des Visionärs Hilfe für seinen Sohn bedankt habe – und dann erschien eine mit gleichen Worten beschriebene weibliche weissgekleidete Gestalt und bedankte sich ebenfalls beim Visionär für dessen Hilfe für ihren Sohn. Jung verstand dies als eine Vision von Gottvater und Gottesmutter und ihrem Sohn und deutete sie: «Der Palast [in der Vision] ist der Himmel, wo Gottvater wohnt, wo auch Gottmutter wohnt. In heidnischer Form sind es unverkennbar Gott und Göttin, wie ihr absoluter Parallelismus zeigt. Für die mystische Erfahrung ist die Mannweiblichkeit des Gott-Urgrundes charakteristisch.»
Die Schweizer Psychologin Marie-Louise von Franz schrieb ein unter Theologen umstrittenes Buch über Die Visionen des Niklaus von Flüe, in der sie neun Visionen ausführlich aus tiefenpsychologischer Sicht interpretierte. Sie schrieb über Bruder Klaus, dass dieser «nicht nur den Typus des christlichen Heiligen abbildet, sondern daß er auch zugleich das alte Urbild des primitiven Medizinmannes, des nordischen Schamanen und des Propheten wieder verkörpert». Nikolaus’ Leben und Visionen würden darauf zielen, urtümliche Muster menschlicher Ganzwerdung (Individuation) «auf höherer Stufe» zu wiederholen, «um sich mit der geistigen Entwicklung des Christentums zu versöhnen und dabei letzteres zugleich in eine neue Naturdimension auszuweiten».
Von Franz interpretierte u. a. Niklaus’ Vision vom «erschreckenden Gottesantlitz», auf die sich ein Bild bezieht mit 6 Strahlen (oder Radspeichen) um ein Gesicht im Zentrum (siehe Abbildung). Sie teilte die Einschätzung C. G. Jungs, dieses sogenannte Radbild bilde einen Versuch Bruder Klausens, «sein Urerlebnis in eine ihm verständliche Form zu bringen». Auf dem «Boden des Dogmas» habe er sein Erlebnis assimilieren und «das furchtbare Lebendige rettend in die schöne Anschaulichkeit der Trinitätsidee» verwandeln können.
Doch der Zusammenhang zwischen Radbild und Vision ist umstritten. Auch existieren keine zuverlässigen Quellen, die eine abstrakte Radskizze von Bruder Klaus belegen, ebenso wenig wie für die Annahme einer schrecklichen Gottesvision. Der Einsiedler erhielt als Geschenk das gemalte Meditationstuch (Sachsler Meditationstuch) und besass keine Skizze, wonach dann das Tuch entstanden sein sollte. In diesem Meditationstuch sei keine Häresie festzustellen.

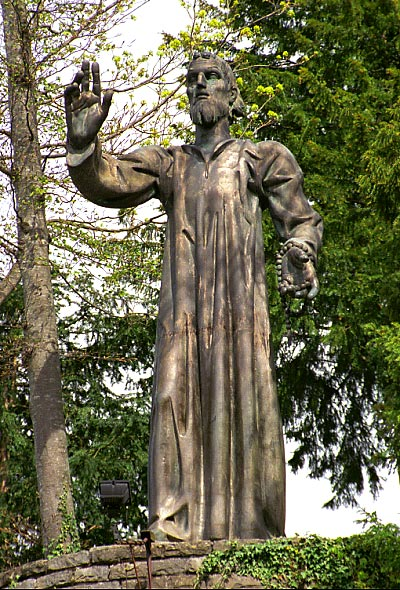
Statue des Bruder Klaus in Flüeli-Ranft

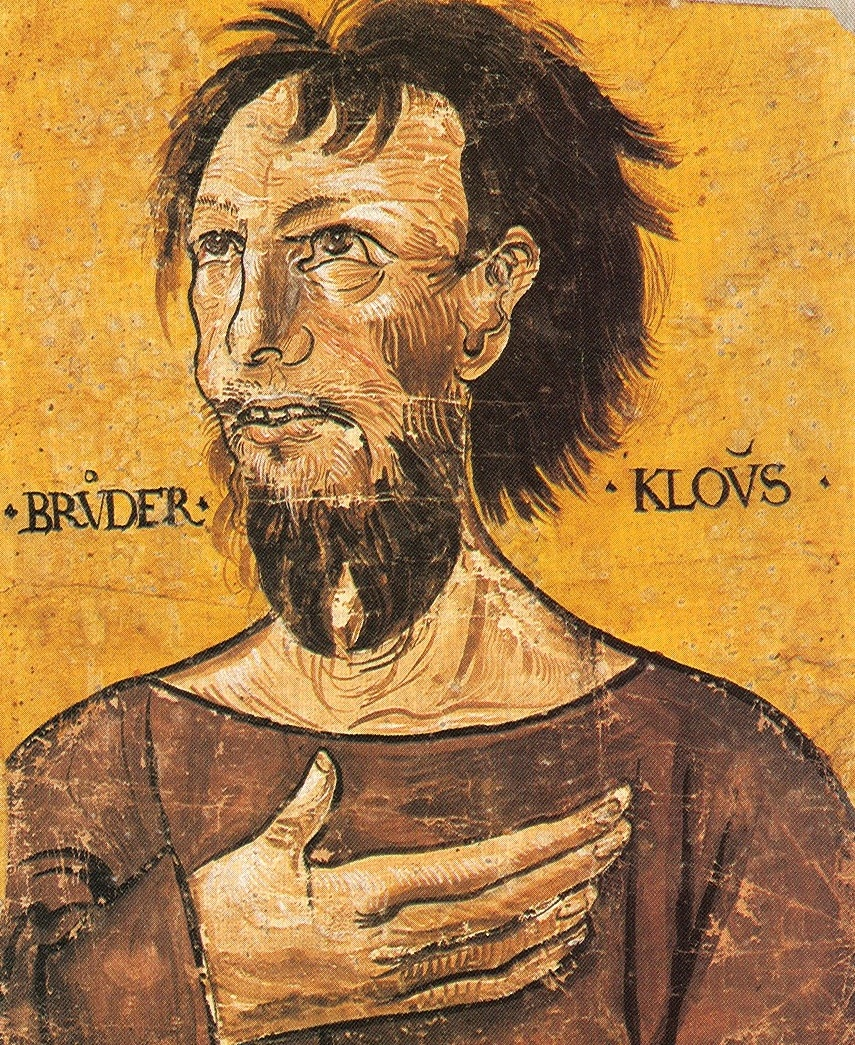
Bruder Klaus, Temperamalerei, Mitte 16. Jahrhundert

## Künstlerische Adaptionen
Das Leben und Wirken von Nikolaus von Flüe diente als Vorlage für zahlreiche künstlerische Adaptionen. Hier ist nur eine kleine Auswahl aufgelistet.

### Belletristik
- Maria Dutli-Rutishauser: Der Hüter des Vaterlandes. Ein Bruder Klaus-Roman. Einsiedeln 1935.[23]
- Hans Rudolf Hilty: Bruder Klaus oder Zwei Männer im Wald. Eugen Rentsch Verlag, Zürich 1981, ISBN 3-7249-0531-9.
- Martin Winklbauer: Der Bauer in der Kutte. Das Leben des Hl. Nikolaus von Flüe. Morsak-Verlag, Grafenau 1988, ISBN 3-87553-310-0.
- Manfred Züfle: Ranft, Erzählung und Erzählung der Erzählungen. NZN-Buchverlag, Zürich 1998, ISBN 3-85827-123-3.

### Musik
- Benno Ammann: Missa Defensor Pacis / in honorem Sancti Nicolai Helvetii Eremitae / ad 6–12 voces inaequales. Uraufführung: Petersdom, Rom, 15. Mai 1947, anlässlich der Feier zur Heiligsprechung.[24]
- Johann Baptist Hilber: Messe zu Ehren des Hl. Niklaus von Flüe, für zwei Soli, gemischten Chor und Orgel, 1947.
- Josef Garovi: Missa festiva in honorem S. Nicolai de Flüe / ad quattuor voces inaequales cum Organo, 1947.[25]
- Walter Gremminger: Missa in honorem beati Nicolai de Flue, für drei Männerstimmen und Orgel, 1941; bearbeitet für vierstimmigen gemischten Chor und Orgel von Bernd H. Becher, 2001.
- Arthur Honegger: Nicolas de Flue, szenisches Oratorium, 1940.
- Albert Jenny: Das Wunder, Instrumentalsätze zum Geistlichen Spiel anlässlich der Heiligsprechung des hl. Bruder Klaus von Silja Walter, 1947.
- Georg Wilhelm Rauchenecker: Niklaus von der Flüe, Schweizerische Friedenskantate, für Soli, Männerchor und Orchester, 1874, Text von Robert Weber.
- Carl Rütti: Visionen des Niklaus von Flüe, Sinfonie für Solo-Sopran, konzertante Orgel, Streichorchester und Perkussion; Uraufführung 2014.[26]
- Josef Gallus Scheel: Bruderklausen-Gebet, für Solo, Chor und Orgel, o. J., und Missa Gratia: Bruder Klaus Messe, Op. 80.[27]
- Kathi Stimmer-Salzeder: erdreich – himmelreich, Singspiel, 2002/2003[28]
- Gesang aus Taizé: Gib mich ganz zu Eigen dir, Kehrgesang, komponiert anlässlich des internationalen Jugendtreffens 2017/2018 in Basel.[29]
- Joël von Moos: DOROTHEA – Kantate zu Ehren des Niklaus von Flüe, für Solojodel, Orgel, Männerchor und Streichorchester; Uraufführung 2017.[30]

### Bühnenwerke
- Johann Zurflüe: Sarner Bruderklausenspiel, 1601[31]
- Oskar Eberle: Bruoderchlausespiel, 1929
- Cäsar von Arx: Der heilige Held, 1936
- Oskar Eberle: Bruderklausenspiel, 1944
- Paul Steinmann: Visionsgedenkspiel zu Bruder Klaus, 2017
- Kurt Faßbender: Niklaus von Flüe – ein Heiliger des Friedens, 1986 (überarbeitete und gekürzte Fassung, 2023: Niklaus und Dorothea von Flüe – eine Botschaft für den Frieden)[32]

## Filmdokumentationen
- «Bruder Klaus» von Edwin Beeler, 1991.
- Die Schweizer#Hans Waldmann und Niklaus von Flüe – Haudegen und Heiliger, vierteilige Dokumentation des Schweizer Fernsehens, 2013.